# John Smoltz
John Andrew Smoltz, född 15 maj 1967 i Warren i Michigan, är en amerikansk före detta professionell basebollspelare som spelade som pitcher för Atlanta Braves, Boston Red Sox och St. Louis Cardinals i Major League Baseball (MLB) mellan 1988 och 2009.
Han draftades av Detroit Tigers i 1985 års MLB-draft.
Smoltz vann en World Series och en Silver Slugger Award. Den 28 juni 2012 pensionerade Atlanta Braves hans tröjnummer #29. Den 28 juli 2015 blev han invald i National Baseball Hall of Fame.